# 鉄の決意
『鉄の決意』はHBO(日本ではスター・チャンネルが放送)のファンタジー・ドラマ・シリーズである『ゲーム・オブ・スローンズ』の第2章『王国の激突』の第3話である。 ブライアン・コグマンによって、原作『王狼たちの戦旗』に基づいて脚本が書かれ、 アリク・サカロフが監督した。
前2話で始まった出来事が追いかけられる。ティリオンは姉サーセイと暗闘する。ベイロンは北部侵略の計画を練り、シオンは苦悩しながらも父に従う。レンリーはマージェリーと結婚し、大軍を率いている。ブライエニーがレンリーの護衛に加わる。アリアの一行はラニスター家に襲われ、アリアはジェンドリーをかばい、ジャクェン・フ=ガーの命を救う。

## あらすじ

### キングズランディング
ティリオン(ピーター・ディンクレイジ)はシェイ(シベル・ケキリ)を厨房のメイドにしてサーセイ(レナ・ヘディ)から隠そうとするが、シェイは従わない。サーセイはサンサ(ソフィー・ターナー)、トメン、ミアセラと食事をし、戦争やサンサとジョフリーとの婚約の話をする。その後、侍女となったシェイがサンサのもとに来る。
ティリオンは、マーテル家との同盟のために、末息子トリスタンとミアセラを結婚させる話をグランド・メイスター・パイセル(ジュリアン・グローヴァー)にする。次にティリオンは、グレイジョイ家との同盟のためにシオン・グレイジョイとミアセラを結婚させる話をヴァリス(コンリース・ヒル)にする。最後に、ティリオンは、アリン家との同盟のためにロビン・アリンとミアセラを結婚させる話をピーター・ベイリッシュ(エイダン・ギレン)にする。3人にはそれぞれ秘密を守るよう言い、とくに摂政太后には秘密にするように言う。サーセイが、ミアセラをドーンのマーテル家に送る話についてティリオンを責めたため、パイセルがサーセイのスパイであることが確かめられる。ティリオンはパイセルを逮捕させて牢に送るが、その前にジョン・アリンがサーセイとジェイミーの近親相姦の件を知っていたことをサーセイに話したと、自白させる。ベイリッシュが騙されたことを知ってティリオンに詰めよるが、ストームランドでキャトリンに会ってジェイミーを解放するよう説得する任務を与えられる。

### 〈壁〉の向こう側
クラスター(ロバート・パフ)がジョン・スノウ(キット・ハリントン)を連れてもどり、〈冥夜の守人〉に自分の土地から出て行くように言う。ジオー・モーモント(ジェームズ・コスモ)は、クラスターが息子たちを犠牲に捧げていたことを知っていたと認めるが、クラスターが〈冥夜の守人〉の作戦に必要な存在だと弁解する。

### ウィンターフェル
ブラン(アイザック・ヘンプステッド＝ライト)は、今度はダイアウルフのサマーになった夢を見る。メイスター・ルーウィンに夢のことを尋ねると、若いころ魔法を研究していた時、もはや魔法は存在せず、ドラゴンは死に絶え、夢は必ずしも正夢にならないと学んだと答える。

### ストームランド
自ら戴冠したレンリー・バラシオン王と、新婚の妻のマージェリー・タイレル(ナタリー・ドーマー)は、武術試合でマージェリーの兄の”花の騎士”ロラス・タイレルが、タースのブライエニー(グェンドリン・クリスティー)と戦うところを見ている。ちょうどキャトリン(ミシェル・フェアリー)が来た時、ブライエニーが勝つ。ブライエニーは褒賞としてレンリーの〈王の盾〉に加わりたいと願い、レンリーは認めるが、ロラスは困惑する。レンリーは、自分の10万の兵がラニスター家の兵を破る自信を見せるが、レンリーの兵には経験が欠けているとキャトリンは指摘する。後に、レンリーがマージェリーとの床入りを済ませるまで、ロラスはレンリーとの性交を拒否すると言う。だがレンリーはマージェリーと性交することができない。マージェリーはレンリーとロラスの関係をよく知っているが、妊娠するように二人が努力して、バラシオン家とタイレル家の同盟を固めなければならないと言う。

### 鉄諸島
ベイロン・グレイジョイは、娘のヤーラ、息子のシオン(アルフィー・アレン)と共に、手薄になった〈北部〉への侵略計画を練る。シオンはスターク家との同盟を支持して逆らうが、ベイロンは耳を貸さず、グレイジョイ家の標語は”われら種を播かず”だと思い出させる。シオンは養家のスターク家か、実家のグレイジョイ家か、忠誠心の置きどころを選ばなくてはならないと、ヤーラは言う。迷うシオンは、ロブにベイロンの〈北部〉侵略計画を知らせる手紙を書くが焼き捨て、父に従うことを決める。忠誠心を示すため、鉄諸島の主要な神である〈溺神〉の名のもとに、洗礼の儀式を受ける。

### 〈壁〉に向かう一行
ヨーレンは、自分が〈冥夜の守人〉になったいきさつをアリア(メイジー・ウィリアムズ)に話す。直後に、近くで戦の角笛が鳴らされるのを聞いて驚く。ラニスター家の旗主のエイモリー・ローチは、ヨーレンがジェンドリーを引き渡すよう要求する。ヨーレンが拒否し、戦闘が始まり、ヨーレンとその仲間は殺される。戦いの最中、ジャクェン・フ=ガー(トム・ヴラシア)と二人の囚人が檻の中で焼死しそうになり、アリアは斧をわたして三人の命を救う。ローチは生存者を〈ハレンの巨城〉に連れていくよう命じるが、怪我をしたロミーは歩けないと言って殺される。ローチは生存者にジェンドリーを指すよう迫るが、アリアは死んだロミーがジェンドリーだったと言ってローチを騙す。

## 製作

### 脚本
シリーズのストーリー・エディターであるブライアン・コグマンが、原作第二部『王狼たちの戦旗』に基づいて脚本を書いた。第15、18、20、23、26そして29章がカバーされているが、前2話で描かれなかった第3、9、21、24、25章の一部もカバーされている。
鉄諸島のシーンは、ドラマのために書き下ろされた。シオン・グレイジョイの忠誠心の変貌を描くために、シオンがロブに手紙を書いて焼き捨てるシーンと、パイクの浜で洗礼の儀式を受けるシーンを書き下ろした。これらのシーンにはほとんど台詞がないにもかかわらず、もっとも誇りに思う場面であるとコグマンは語っている。
サーセイと子供たちの食事のシーンが、結婚が話題にのぼるミアセラが誰なのかを視聴者に知らせるために、加えられた。
最後のシーンも、ロケーションの都合、スケジュールの都合、そして子役の時間的制約によって、原作から書き換えられている。コグマンの第一稿は原作に近く、アリア、ジェンドリー、ロミー、ホットパイが逃げ出してから捕えられるよう書かれていた。だが二つの出来事はまとめられることになった。アリアとホットパイが「ウィンターフェル！」、「ホットパイ！」と叫んで戦う、原作の中でも好きなシーンをカットしなくてはならなかったことをコグマンは残念がった。

### キャスティング
マージェリー・タイレルは原作では15歳であるが、演じるナタリー・ドーマーはシーズン2の撮影時点で29歳であった。マージェリーの役はふくらまされ、ドーマーは主要キャストの一員となった。
ブライエニー役には(グェンドリン・クリスティー)が選ばれた。原作者でプロデューサーのジョージ・R・R・マーティンによれば、クリスティーの選考には議論の余地がなかった。1.91mの高身長によって、早くからファンの間では彼女をこの役に望む声が多かった。グェンドリーもこの役のことを知っており、高い身長と両性具有的な外見によっていじめられた経験は、役作りに役立つと考えた。トレーニングによって体を鍛え、男性的な部分を出すために中性的な服を着た。役に選ばれた後は、トレーニングを続けるとともに剣闘と乗馬の訓練を受け、最後には長い髪を切った。これにはショックを受け、次の日はホテルの部屋で一人泣いた。

### ロケーション

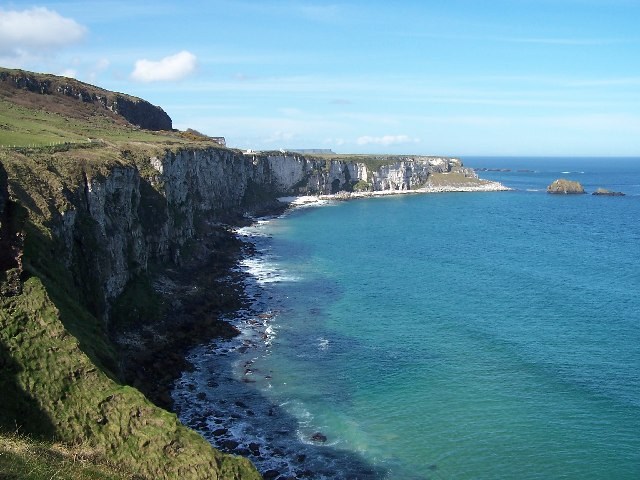
レンリー・バラシオンの陣のシーンが撮影された北アイルランドの海岸

レンリー・バラシオンの陣のシーンは、北アイルランドの海岸沿いで撮影された。

## 評判

### 視聴者数
視聴者数は安定し、初回放送では380万人が、同夜の再放送も含めると450万人が視聴した。

## 参照
1. ↑  Hibberd, James (2012年4月16日). “HBO's 'Girls' starts modest, 'Thrones' ratings steady”. Entertainment Weekly. 2012年5月22日閲覧。